# Egzon Bejtulai
Egzon Bejtulai (mazedonisch Егзон Бејтулаи; * 7. Januar 1994 in Tetovo, Mazedonien) ist ein nordmazedonischer Fußballspieler, welcher seit Januar 2013 in Nordmazedonien für den Erstligisten KF Shkëndija spielt.

## Vereinskarriere
In seiner bisherigen Vereinskarriere stand er, außer in seiner Heimat Nordmazedonien, ebenfalls für den schwedischen Erstligisten Helsingborgs IF auf dem Feld.

## Nationalmannschaft
Am 6. September 2018 debütierte Bejtulai beim Spiel gegen Gibraltar in der Mazedonischen Nationalmannschaft. Bisher bestritt er 22 Länderspiele. Für die EM 2021 wurde er in den nordmazedonischen Kader nominiert, kam aber mit diesem nicht über die Gruppenphase hinaus.

## Erfolge
- Nordmazedonischer Meister: 2018, 2019, 2021
- Nordmazedonischer Pokalsieger: 2016